# Thalassodes pseudochloropis
Thalassodes pseudochloropis är en fjärilsart som beskrevs av Holloway 1979. Thalassodes pseudochloropis ingår i släktet Thalassodes och familjen mätare. Inga underarter finns listade i Catalogue of Life.